# One Last Ride - L'ultima corsa
One Last Ride - L'ultima corsa (One Last Ride) è un film del 2003 del regista Tony Vitale

## Trama
Michael sembra aver ottenuto tutto dalla vita: una moglie bellissima, Gina, che sta per dare alla luce il loro primogenito, una carriera sicura e di successo, una bella casa e un amico fidato, Carmine, che darebbe la vita per lui. Un solo vizio fin da ragazzo: le scommesse alle corse. Ha già perso tutto in quella che credeva essere la corsa del secolo. I debiti aumentano, il suo strozzino rivuole i soldi, Michael è disperato. La scommessa come parabola della vita, il rischio come opportunità, nell'accezione più anglosassone del termine.